# Bolborhachium richardsae
Bolborhachium richardsae är en skalbaggsart som beskrevs av Blackburn 1890. Bolborhachium richardsae ingår i släktet Bolborhachium och familjen Bolboceratidae. Inga underarter finns listade.